# Mayumana

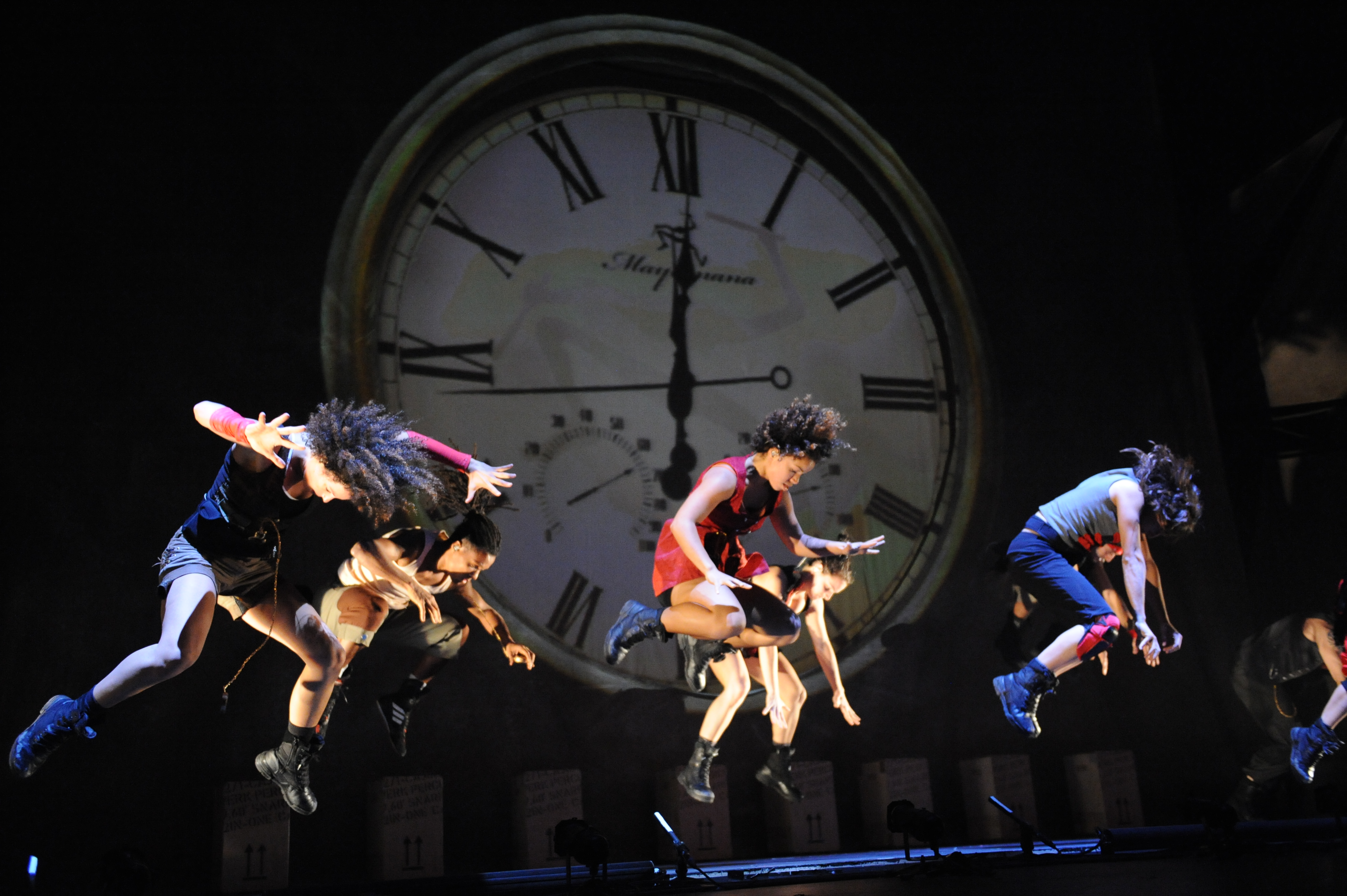
Momentum Show

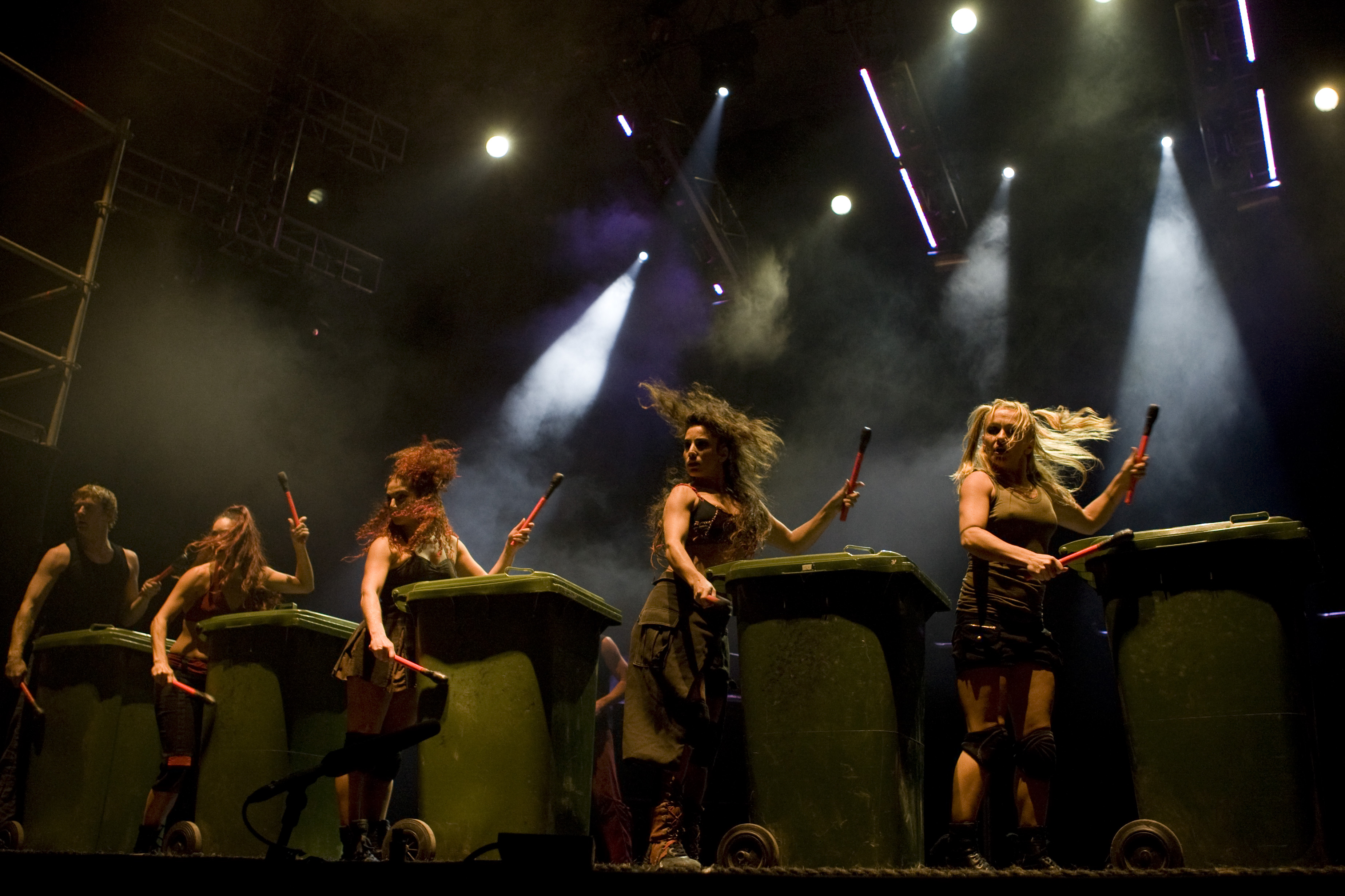
Mayumana Troupe

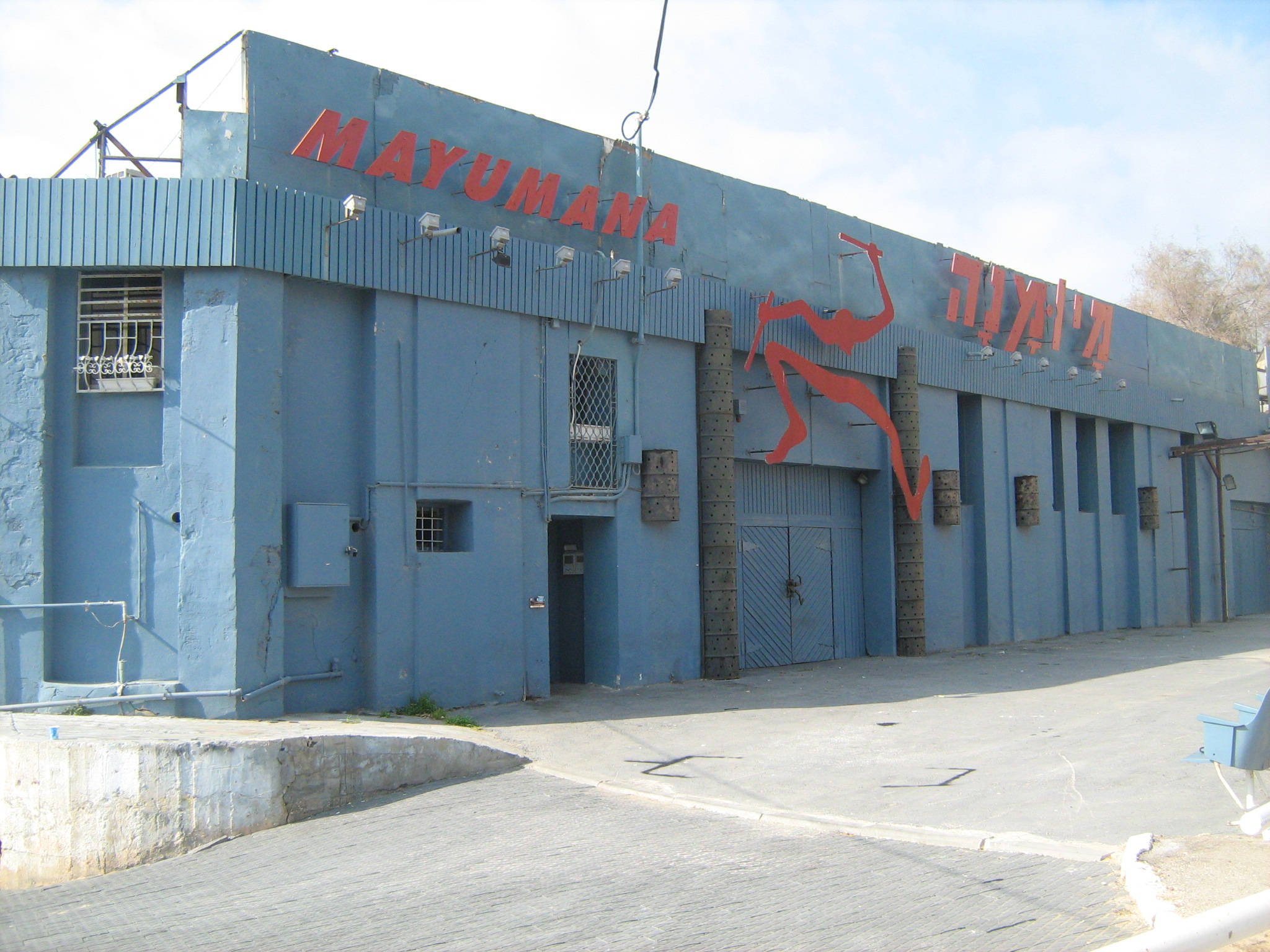
Mayumana House in Jaffa

Mayumana (מיומנה , hebräisch laut Pressemitteilung der Compagny „skills“, was aber nicht stimmt) ist eine israelische Künstlergruppe, die Tanz, Gesang und Schauspiel miteinander verbindet. Sie wurde von Eylon Nuphar und Boaz Berman 1996 in Tel Aviv gegründet. Von 1996 bis 2007 hatte Mayumana mehr als 5000 Auftritte in 30 Ländern mit über 3,5 Millionen Besuchern.

## Preise
Mayumana gewann den Award for Excellence in Theater Production der Nationalen Theaterakademie Israels.